# Choego-ui sarang
Choego-ui sarang (kor.: 최고의 사랑, MOCT: Choego-ui sarang; dosł. Największa miłość; znana także jako The Greatest Love czy Best Love) – serial koreański wyprodukowany w 2011 roku. Główne role odgrywają w nim Cha Seung-won, Gong Hyo-jin, Yoon Kye-sang oraz Yoo In-na. Serial był emitowany na stacji MBC od 11 maja do 23 czerwca 2011 w środę i czwartek o 21:55.

## Obsada
- Gong Hyo-jin jako Gu Ae-jung
- Cha Seung-won jako Dokko Jin
- Yoon Kye-sang jako Yoon Pil-joo
- Yoo In-na jako Kang Se-ri
- Yang Han-yeol jako Gu Hyung-kyu (bratanek Ae-junga)
- Jung Joon-ha jako Gu Ae-hwan (brat/kierownik Ae-junga)
- Lee Hee-jin jako Jenny
- Im Ji-kyu jako Kim Jae-seok (kierownik Jina)
- Choi Hwa-jung jako reprezentatywnej księżyca (prezes agencji Jina)
- Bae Seul-ki jako Han Mi-na
- Jung Man-sik jako kierownik Jang
- Choi Sung-min jako Kim Eun-ho
- Kim Mi-jin jako Han Myung-jung
- Park Won-sook jako matka Pil-Joo
- Han Jin-hee jako Gu Ja-chul (ojciec Ae-junga)
- Jeong Gyu-soo jako kardiochirurga
- Hyoyoung jako Harumi
- In Gyo-jin jako mąż Mi-na

## Nagrody i nominacje
| Rok  | Ceremonia                                                         | Kategoria                                   | Nominowany                   | Rezultat  |
| ---- | ----------------------------------------------------------------- | ------------------------------------------- | ---------------------------- | --------- |
| 2011 | 4th Korea Drama Awards                                            | Najlepszy dramat                            | Choego-ui Sarang             | Nominacja |
| 2011 | 4th Korea Drama Awards                                            | Najlepszy aktor                             | Cha Seung-won                | Nominacja |
| 2011 | 4th Korea Drama Awards                                            | Najlepsza aktorka                           | Gong Hyo-jin                 | Nominacja |
| 2011 | 4th Korea Drama Awards                                            | Najlepsza aktorka drugoplanowa              | Yoo In-na                    | Nominacja |
| 2011 | 4th Korea Drama Awards                                            | Najlepsi pisarze                            | Hong Mi-ran i Hong Jung-eun  | Nominacja |
| 2011 | 4th Korea Drama Awards                                            | Najlepsza piosenka                          | Don't Forget Me - Huh Gak    | Wygrana   |
| 2011 | 3rd MelOn Music Awards                                            | Najlepsza piosenka                          | Pit-a-Pat - Sunny Hill       | Wygrana   |
| 2011 | 13th Mnet Asian Music Awards                                      | Najlepsza piosenka                          | Don't Forget Me - Huh Gak    | Nominacja |
| 2011 | 38th Korea Broadcasting Awards                                    | Najlepszy aktor                             | Cha Seung-won                | Wygrana   |
| 2011 | 24th Grimae Awards                                                | Najlepszy aktor                             | Cha Seung-won                | Wygrana   |
| 2011 | MBC Drama Awards                                                  | Dramat roku                                 | Choego-ui Sarang             | Wygrana   |
| 2011 | MBC Drama Awards                                                  | Nagroda doskonałości, aktor w miniserialu   | Cha Seung-won                | Wygrana   |
| 2011 | MBC Drama Awards                                                  | Nagroda Doskonałości, aktorka w miniserialu | Gong Hyo-jin                 | Wygrana   |
| 2011 | MBC Drama Awards                                                  | Najlepszy nowy aktor w miniserialu          | Yoon Kye-sang                | Nominacja |
| 2011 | MBC Drama Awards                                                  | Najlepsza nowa aktorka w miniserialu        | Yoo In-na                    | Nominacja |
| 2011 | MBC Drama Awards                                                  | Najlepszy młody aktor                       | Yang Han-yeol                | Wygrana   |
| 2011 | MBC Drama Awards                                                  | Pisarze roku                                | Hong Mi-ran i Hong Jung-eun  | Wygrana   |
| 2011 | MBC Drama Awards                                                  | Nagroda popularności, aktor                 | Cha Seung-won                | Nominacja |
| 2011 | MBC Drama Awards                                                  | Nagroda popularności, aktorka               | Gong Hyo-jin                 | Wygrana   |
| 2011 | MBC Drama Awards                                                  | Nagroda dla najlepszej pary                 | Cha Seung-won i Gong Hyo-jin | Wygrana   |
| 2012 | 8th New York Television Festival's International TV & Films Award | Srebrna nagroda, kategoria miniserialu      | Choego-ui Sarang             | Wygrana   |
| 2012 | 48. Baeksang Arts Awards                                          | Najlepszy dramat                            | Choego-ui Sarang             | Nominacja |
| 2012 | 48. Baeksang Arts Awards                                          | Najlepszy aktor telewizyjny                 | Cha Seung-won                | Nominacja |
| 2012 | 48. Baeksang Arts Awards                                          | Najlepsza aktorka telewizyjna               | Gong Hyo-jin                 | Wygrana   |
| 2012 | 48. Baeksang Arts Awards                                          | Najlepszy scenariusz telewizyjny            | Hong Mi-ran i Hong Jung-eun  | Nominacja |
| 2012 | 7th Seoul International Drama Awards                              | Znakomity koreański dramat                  | Choego-ui Sarang             | Nominacja |